# Trendmasters
Trendmasters est une société américaine remarquée pour la commercialisation de figurines Godzilla et du film homonyme. Elle ferme en 2002, et ses locaux sont par la suite acquis par Jakks Pacific.
À la suite du succès des jouets Godzilla dans les marchés en 1994, Trendmasters commence la production de jouets dérivés d'autres séries comme Voltron: The Third Dimension, et de films et programmes télévisés comme Nova's Ark, Battlefield Earth, Gamera, Forbidden Planet, Independence Day, Mars Attacks!, Extrême Ghostbusters, Perdus dans l'espace, Gumby, Sakura, chasseuse de cartes, Les Super Nanas et The Spooktacular New Adventures of Casper. Trendmasters a également produit la ligne de jouets War Planets, qui a inspiré un programme télévisé intitulé Shadow Raiders (en) ; cependant la série, ainsi que la ligne de jouets, ont été supprimées à la suite de la fermeture de Trendmasters. La société a, de plus, créée la ligne de jouets Rumble Robots en 2001, et de Wuv Luv. Elle est également responsable de la production des jouets KittyCatz et PuppyDogz pour le jeu Petz.